# Джалло
Джалло, джалло алл’итальяна (от итал. giallo «жёлтый») — поджанр итальянских фильмов ужасов, сочетающий элементы криминального триллера и эротики. Отдельными кинокритиками рассматривается как поджанр-предвестник слэшера.

## Происхождение названия
Изначально термин «джалло» возник для описания серии дешёвых криминальных рассказов от издательства Mondadori, выпущенной в ярко-жёлтых обложках в начале 1929 года. Большая часть рассказов, публикуемых в такой серии, были переведены с английского языка. Данная серия имела большой успех, и многие другие издательства также стали издавать как свои рассказы, так и детективы от маститых авторов, вроде Агаты Кристи, Эдгара Уоллеса, Жоржа Сименона в изданиях с непременной жёлтой обложкой. Позднее слово «giallo» стало в Италии синонимом детективной истории, преступления с выраженной детективной составляющей[уточнить], затем стало применяться для обозначения детективного жанра, а ещё позднее возник особый жанр, так называемый «итальянский детектив» — «giallo all’italiana», имеющий выраженные отличия от «традиционных» детективов.

## Характерные особенности

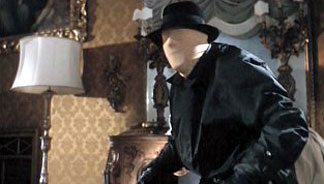
Кадр из фильма «Шесть женщин для убийцы» (1964)

Как поджанр джалло определяется визуальным содержанием, в то время как сюжетные линии варьируют от готики и триллера к мелодраме. Отличительными признаками джалло является обилие долгих, кровавых и изощрённых сцен убийств, необычная работа с камерой — убийства, часто показываемые «глазами убийцы». Демонстрация его самого ограничивается, как правило, показом рук в перчатках — преимущественно чёрных и кожаных (в фильмах Дарио Ардженто это были его собственные руки). А психологический портрет убийцы складывается из безумия и паранойи. Сама личность убийцы и его мотивы проясняются только в конце кинофильма. При этом убийцей обязательно является один из основных персонажей.
Обязательно присутствуют откровенные сцены эротического и сексуального, но не порнографического характера и оригинальные музыкальные аранжировки.
Одной из характерных особенностей являются длинные и порой абсолютно нелепые названия типа «Что эти странные капельки крови делают на теле Дженнифер?», «Твой порок — это закрытая комната, и только я обладаю ключом к ней».

## История жанра

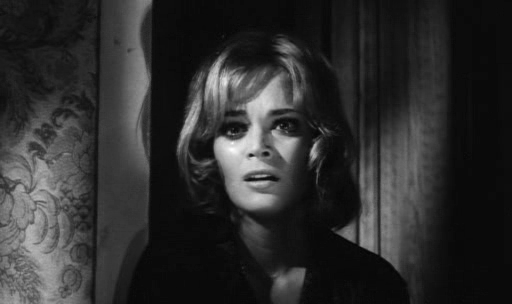
Летиция Роман в фильме «Девушка, которая слишком много знала» (1963), являющемся предвестником жанра джалло.

Кинематограф стал адаптировать джалло в начале 1960-х годов. Первоначально это были экранизации книг, но позднее, с приходом в жанр Марио Бавы и Дарио Ардженто, кинофильмы джалло породили свой собственный, особый поджанр. В самой Италии данные фильмы называли триллерами, а как «джалло» они были известны исключительно за границей.
Самым первым джалло кинокритики считают фильм Марио Бавы «Девушка, которая слишком много знала» 1963 года, название которого представляет собой отсылку к знаменитому фильму Альфреда Хичкока. Именно этот фильм содержал несколько элементов, которые впоследствии стали характерными для всего жанра: признание литературного первоисточника (Нора Дейвис читает детектив в самолёте в начале фильма); классический протагонист — иностранец в Италии; исследование вуайеризма в подтексте убийства; одержимый детектив-любитель, а также набор неожиданных поворотов сюжета.
Годом позже Бава снимает фильм «Шесть женщин для убийцы», который впоследствии стал своеобразным образцом для всех последующих фильмов жанра. Именно в этом фильме Марио Бава представил на суд зрителей образ убийцы в маске и чёрных перчатках, с ножом в руках.
В 1970 году Дарио Ардженто дебютирует с кинофильмом «Птица с хрустальным оперением». Именно с ним принято связывать начало «золотой эры» жанра. В самом фильме рассказывалось о туристе из США по имени Сэм Далмас, который наблюдал за тем, что он воспринял как нападение на женщину в галерее искусств. Всё последующее экранное время фильма он одержим расследованием и испытывает кризис личности. Именно это впоследствии стало типичными элементами для главных героев Ардженто, тогда как другие режиссёры джалло сосредотачивали внимание в первую очередь на женской истерии.

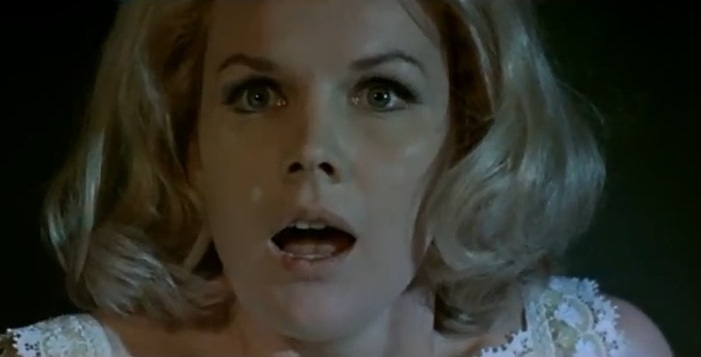
Кэррол Бейкер в фильме «Нежные руки Деборы» (1968)

Успех «Птицы с хрустальным оперением» послужил отправной точкой для появления джалло с длинными названиями не только в Италии («Ящерица под женской кожей», 1971, режиссёр Лучо Фульчи; «Чёрное брюшко тарантула», 1971, режиссёр Пало Кавара; «Семь шалей из жёлтого шёлка», 1972, режиссёр Серджо Пасторе), но и в Испании («Голубые глаза разбитой куклы», 1973), режиссёр Карлос Ауред).
Сам Дарио Ардженто вслед за первым фильмом снимает ещё два столь же успешных джалло — «Кошка о девяти хвостах» (1971) и «Четыре мухи на сером бархате» (1971).
Ярким явлением в развитии жанра стали два фильма режиссёра Франческо Барилли — «Аромат дамы в чёрном» (1974) и «Пансионат страха» (1977).
В 1980-х годах жанр понемногу пошёл на спад и окончательно угас в 1990-х. Попытки возрождения джалло предпринимаются в фильмах швейцарского режиссёра Матьё Сейлера, который, правда, дистанцируется от этого жанра.

## Влияние на кинематограф
Наиболее очевидное влияние, по мнению кинокритиков, оказало джалло на слэшеры. Тем не менее его стиль прослеживается и в американских эротических триллерах 1980—1990-х годов — «Подставное тело» Брайана Де Пальмы (1984), «Синий бархат» Дэвида Линча (1986), «Основной инстинкт» Пола Верховена (1992) и других.
В 2016 году вышел документальный фильм, посвящённый жанру: его истории, знаковым картинам и его влиянию на мировое кино — «Жёлтая лихорадка. Рассвет и закат жанра джалло». Ещё один такой фильм, «Все оттенки джалло», был выпущен в 2019 году.

## Примеры
- Шесть женщин для убийцы (1964)
- Птица с хрустальным оперением (1970)
- Зверь с холодной кровью (1971)
- Ящерица под женской кожей (1971)
- Четыре мухи на сером бархате (1971)
- Кровавый залив (1971)
- Что они сделали с Соланж? (1972)
- Торсо (1973)
- Кроваво-красное (1975)
- Суспирия (1977)
- Чёрный кот (1981)
- Дрожь (1982)
- Слишком красивые, чтобы умереть (1985)
- Феномен (1985)
- Водолей (1987)
- Ужас в опере (1987)